# Michał Dedowicz Trypolski
Michał Dedowicz Trypolski herbu Gozdawa (zm. przed 29 stycznia 1781 roku) – sędzia ziemski kijowski w latach 1766–1779, wojski większy żytomierski w latach 1765–1766, komornik ziemski kijowski w 1749 roku, łowczy mścisławski w latach 1731–1751.